# 奇乔利
奇乔利（Chicholi），是印度马哈拉施特拉邦那格浦尔县的一个城镇。总人口18474（2001年）。

## 人口
该地2001年总人口18474人，其中男性9612人，女性8862人；0—6岁人口2232人，其中男1168人，女1064人；识字率78.78%，其中男性为82.75%，女性为74.46%。